# EuroNet
Euronet is een Internet Service Provider. Euronet werd in de zomer van 1994 opgericht door Simon Cavendish en Arko van Brakel. Euronet Internet was niet alleen een van de eerste commerciële Internet Service Providers, het bedrijf introduceerde ook een speciaal concept, de Starterkit, dat daarna als standaard door andere ISP’s werd gekopieerd: een combinatie van internetsoftware, een handleiding en een aanmeldingsformulier, gezamenlijk in één doos. Deze zogenaamde internetsoftware was het eerste begin van het internettijdperk.
Vanaf het begin richtte Euronet zich op het bouwen en beheren van een eigen IP-netwerk, zodat de kwaliteit en de snelheid van de verbinding gegarandeerd kon worden. Ook investeerde het bedrijf in een kwalitatief goede en bereikbare helpdesk.
In november 1998 kocht France Telecom het bedrijf van zijn oprichters en werd het een dochter van het Franse telecomconcern. Euronet bleef Euronet voor de zakelijke markt, maar ging zich in 1999 onder merknaam Wanadoo ook richten op de consumentenmarkt. Klanten op de zakelijke markt waren veelal multinationals, waar meer dan 50Gb gerouteerd verkeer vandaan kon komen. Voor een ISP is dit een logische split. Consumenten zijn veelal overdag niet thuis, waardoor er een hoogwaardig stuk overcapaciteit is. Euronet bood hierin oplossingen via een eigen darkfiber netwerk, klanten kregen hierin de keuze tot 40 kanaal DWDM. Euronet was / is verder door zijn lange actieve periode in staat om grote IPv4 blokken te beschikking te stellen, wat anno 2018 een unieke positie is t.o.v concurrenten.
Wanadoo werd vervolgens Orange en Orange werd ten slotte Online.nl. T-Mobile heeft in de periode 2007 tot 2013 het netwerk gebruikt en ingericht als kern voor de Europese diensten. Eind 2013 is Euronet als divisie verkocht aan M7, actief onder de merken Canal Digitaal. M7 heeft hier enorme stappen gemaakt, om Euronet als merk sterker op de markt te zetten, met stabiele Triple Play diensten. In 2018 is hier een App only segment aan toegevoegd, om interactieve TV te bieden.  Inmiddels werken meer dan 250 mensen bij het bedrijf.
Het bedrijf Euronet bestaat nog steeds en is voornamelijk onder de handelsnaam Online.nl actief op de particuliere markt waar het internetproducten, waaronder breedband, televisie en telefonie aanbiedt. Diensten voor de zakelijke markt zoals domeinnamen en webhosting worden aangeboden onder de naam Capitar. Euronet heeft in het verleden ook meegedragen aan de infrastructuur van de providers Fiber Nederland en Stipte tot april 2019.